# 查帕拉爾 (新墨西哥州)
查帕拉爾（英語：Chaparral）是位於美國新墨西哥州唐娜安娜縣及奧特羅縣的普查規定居民點。

## 人口
根據2020年美國人口普查的數據，查帕拉爾的面積為152.98平方千米，皆為陸地。當地共有人口16551人，而人口密度為每平方千米108.19人。